# Hositea
Hositea là một chi bướm đêm thuộc họ Crambidae.